# 上野 (上田市)
上野（うえの）は、長野県上田市の地名。郵便番号は386-0003。

## 地理
上田市の神科地区に属する。東西に上信越自動車道が横断していて、近年急速な発展を遂げた。上野はさらに伊勢山・神科新屋・富士見台に分けられる。（長島の一部を含める場合もある）。

## 歴史

### 沿革
- 戦国時代頃 村上義清が戸石山に戸石城（飯縄城、伊勢山城、米山城の複合城郭）を建てる。
- 明治10年（1877年）3月に小県郡の伊勢山村、新屋村が合併し小県郡上野村となる。
- 明治22年（1889年）4月1日 町村制施行に及び小県郡の住吉村、古里村、上野村、上田町の旧山口村が合併し小県郡神科村となり、神科村の大字となる。
- 小県郡神科村は、昭和32年（1957年）8月1日に上田市に編入し、上田市上野となった。

## 産業
- 農業：林檎、米の生産が主に行われる。昔は桑の栽培が盛んだったが、住宅地が増えた影響で今では僅かにしか残っていない。
- 商業：国道144号（特にしなの木通り）の周辺にある飲食店など。
- 工業：特に目立った特長なし。

## 世帯数と人口
2018年（平成30年）10月1日現在の世帯数と人口は以下の通りである。
| 大字 | 世帯数    | 人口    |
| ---- | --------- | ------- |
| 上野 | 1,526世帯 | 3,821人 |

## 交通
国道144号が南北に通っている。

## 施設
小学校（上田市立神科小学校）と中学校（上田市立第五中学校）がそれぞれ1校ずつある。その他に上野が丘公民館と上野が丘社会体育館といった公共施設、玄蕃山公園がある。